# Jeancourt
Cet article possède un paronyme, voir Joncourt.
Jeancourt est une commune française située dans le département de l'Aisne (02), en région Hauts-de-France.
Ses habitants sont appelés les Jeancourtois et les Jeancourtoises.

## Géographie
Jeancourt se situe dans le fond d'une vallée. Le sous-sol est relativement calcaire. Le village se situe environ à mi-chemin entre Saint-Quentin et Péronne. Le village est traversé par la départementale 31.

### Communes limitrophes
|                  | Hesbécourt (Somme) | Villeret    |
| Hervilly (Somme) | Jeancourt          | Le Verguier |
|                  | Vendelles          |             |

### Transports en commun routiers
La localité est desservie par les autocars du réseau inter-urbain Trans'80, chaque jour de la semaine, sauf le dimanche et les jours fériés (ligne no 49, Péronne - Roisel - Saint-Quentin).

### Hydrographie
La commune est située dans le bassin Artois-Picardie. Elle n'est drainée par aucun cours d'eau.

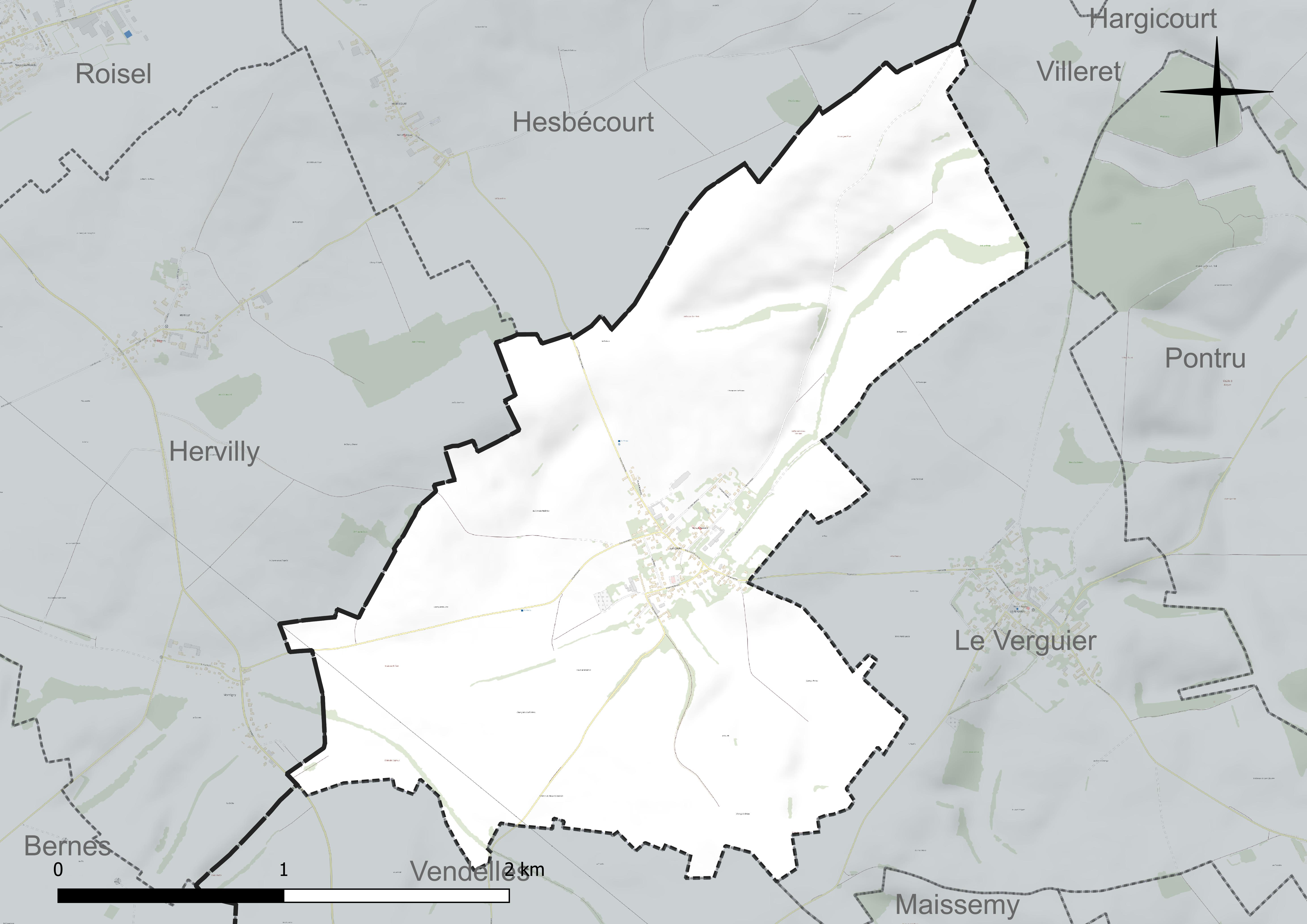
Réseau hydrographique de Jeancourt.

### Climat
Pour des articles plus généraux, voir Climat des Hauts-de-France et Climat de l'Aisne.
En 2010, le climat de la commune est de type climat océanique dégradé des plaines du Centre et du Nord, selon une étude du CNRS s'appuyant sur une série de données couvrant la période 1971-2000. En 2020, Météo-France publie une typologie des climats de la France métropolitaine dans laquelle la commune est exposée à un climat océanique et est dans la région climatique Nord-est du bassin Parisien, caractérisée par un ensoleillement médiocre, une pluviométrie moyenne régulièrement répartie au cours de l'année et un hiver froid (3 °C).
Pour la période 1971-2000, la température annuelle moyenne est de 10,1 °C, avec une amplitude thermique annuelle de 15 °C. Le cumul annuel moyen de précipitations est de 710 mm, avec 11,3 jours de précipitations en janvier et 9,3 jours en juillet. Pour la période 1991-2020, la température moyenne annuelle observée sur la station météorologique la plus proche, située sur la commune d'Épehy à 9 km à vol d'oiseau, est de 10,6 °C et le cumul annuel moyen de précipitations est de 752,8 mm,. Pour l'avenir, les paramètres climatiques de la commune estimés pour 2050 selon différents scénarios d'émission de gaz à effet de serre sont consultables sur un site dédié publié par Météo-France en novembre 2022.

## Urbanisme

### Typologie
Au 1er janvier 2024, Jeancourt est catégorisée commune rurale à habitat dispersé, selon la nouvelle grille communale de densité à 7 niveaux définie par l'Insee en 2022.
Elle est située hors unité urbaine. Par ailleurs la commune fait partie de l'aire d'attraction de Saint-Quentin, dont elle est une commune de la couronne,. Cette aire, qui regroupe 120 communes, est catégorisée dans les aires de 50 000 à moins de 200 000 habitants,.

### Occupation des sols
L'occupation des sols de la commune, telle qu'elle ressort de la base de données européenne d'occupation biophysique des sols Corine Land Cover (CLC), est marquée par l'importance des territoires agricoles (94,2 % en 2018), une proportion identique à celle de 1990 (94,2 %). La répartition détaillée en 2018 est la suivante : 
terres arables (94,2 %), zones urbanisées (5,8 %).
L'évolution de l'occupation des sols de la commune et de ses infrastructures peut être observée sur les différentes représentations cartographiques du territoire : la carte de Cassini (XVIIIe siècle), la carte d'état-major (1820-1866) et les cartes ou photos aériennes de l'IGN pour la période actuelle (1950 à aujourd'hui).

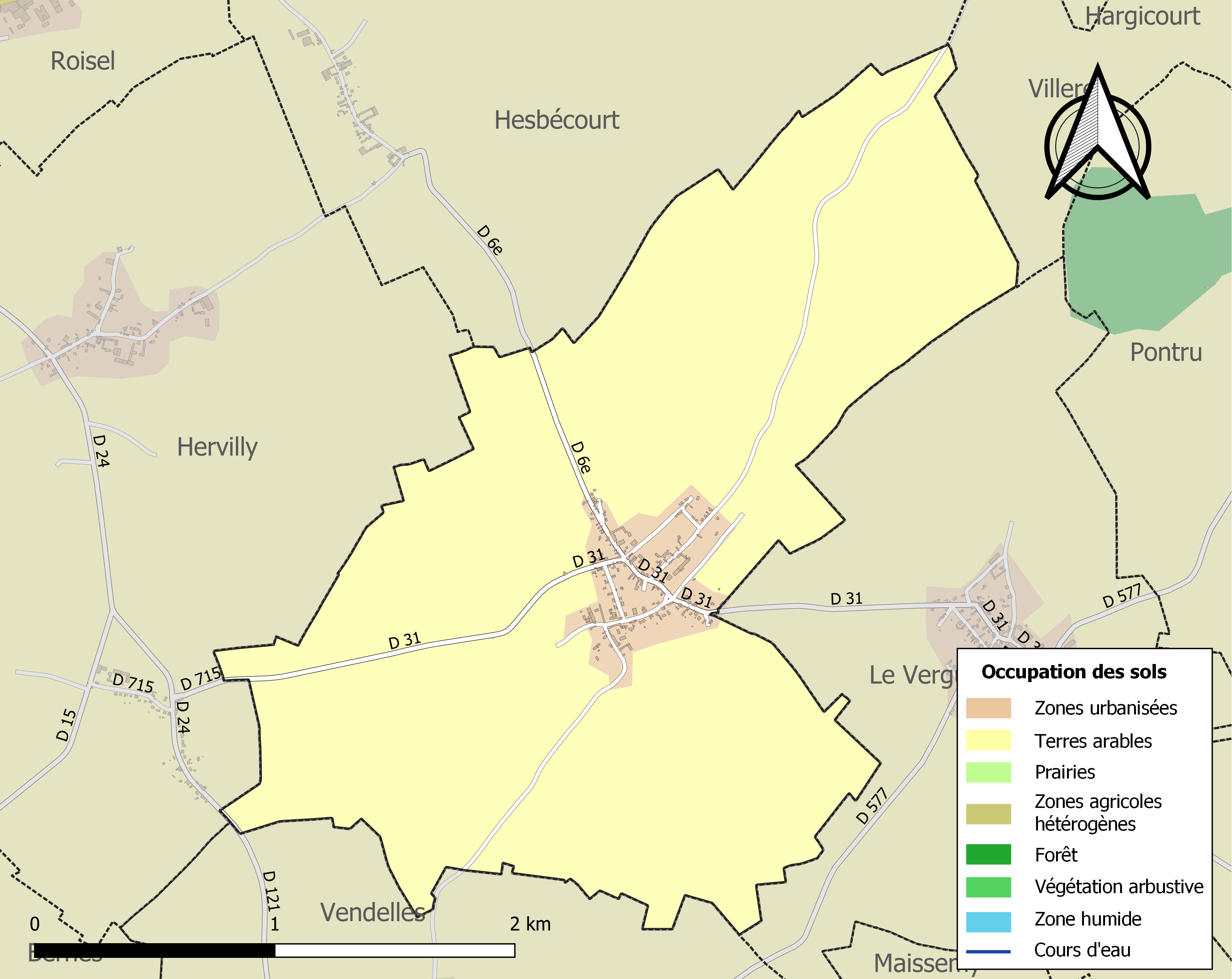
Carte de l'occupation des sols de la commune en 2018 (CLC).

## Toponymie
Le nom de la localité est attesté sous les formes Jehancourt (1196) ; Johannis curtis (XIIe siècle) ; Terra de Johancourt (XIIe siècle) ; Jehancort (1265) ; Jonnis curtis (1299) ; Jehancour (1303) ; Jantcourt (1559) ; Paroisse de Saint-Martin-de-Jehancourt (1658) ; Jancourt (1782).

## Histoire

### Carte de Cassini
|  |

La carte de Cassini ci-dessus montre qu'au milieu du XVIIIe siècle, Jeancourt était une paroisse située dans une vallée.
Au nord-ouest, un moulin à vent en bois, aujourd'hui disparu, était en fonction vers 1750 sur les hauteurs, à l'emplacement du château d'eau actuel.
Un calvaire est représenté à l'ouest en direction d'Hervilly.

### Religion: le protestantisme
En 1691, alors que la France connaît les rigueurs de la révocation de l'édit de Nantes (1685), le village, ainsi que six autres localités environnantes (Hargicourt, Templeux-le-Guérard, Nauroy, Lempire, Templeux-le-Guérard et Montbrehain), voit une partie de ses habitants se convertir au protestantisme à la suite des visites du prédicant itinérant Gardien Givry. Les prédications clandestines ont lieu au lieu-dit la Boîte à Cailloux, vallon isolé situé sur le terroir d'Hesbécourt. Une communauté protestante restera dès lors implantée dans le village. Le temple est aujourd'hui désaffecté.

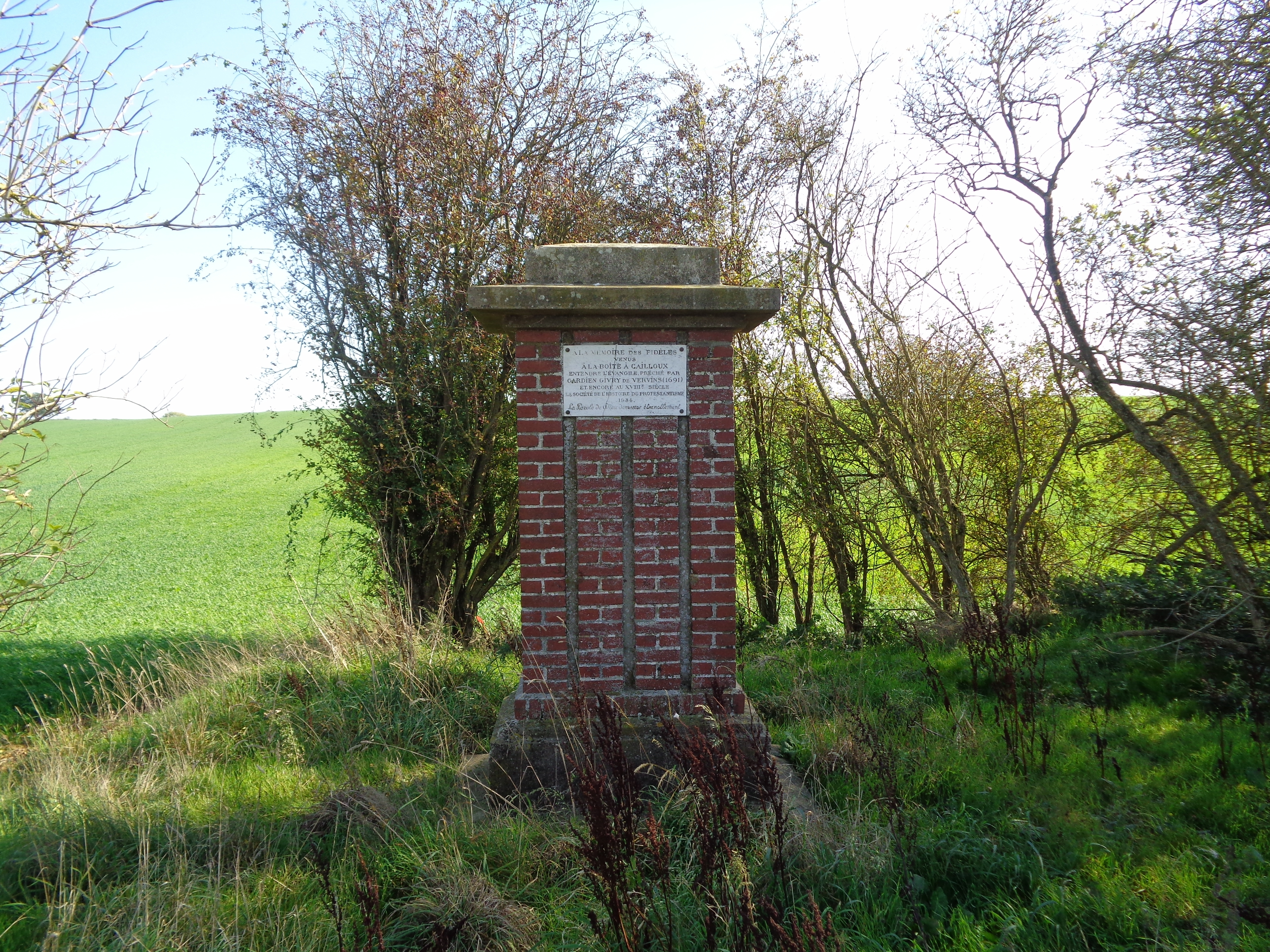
La stèle de la Boîte à Cailloux en 2017.
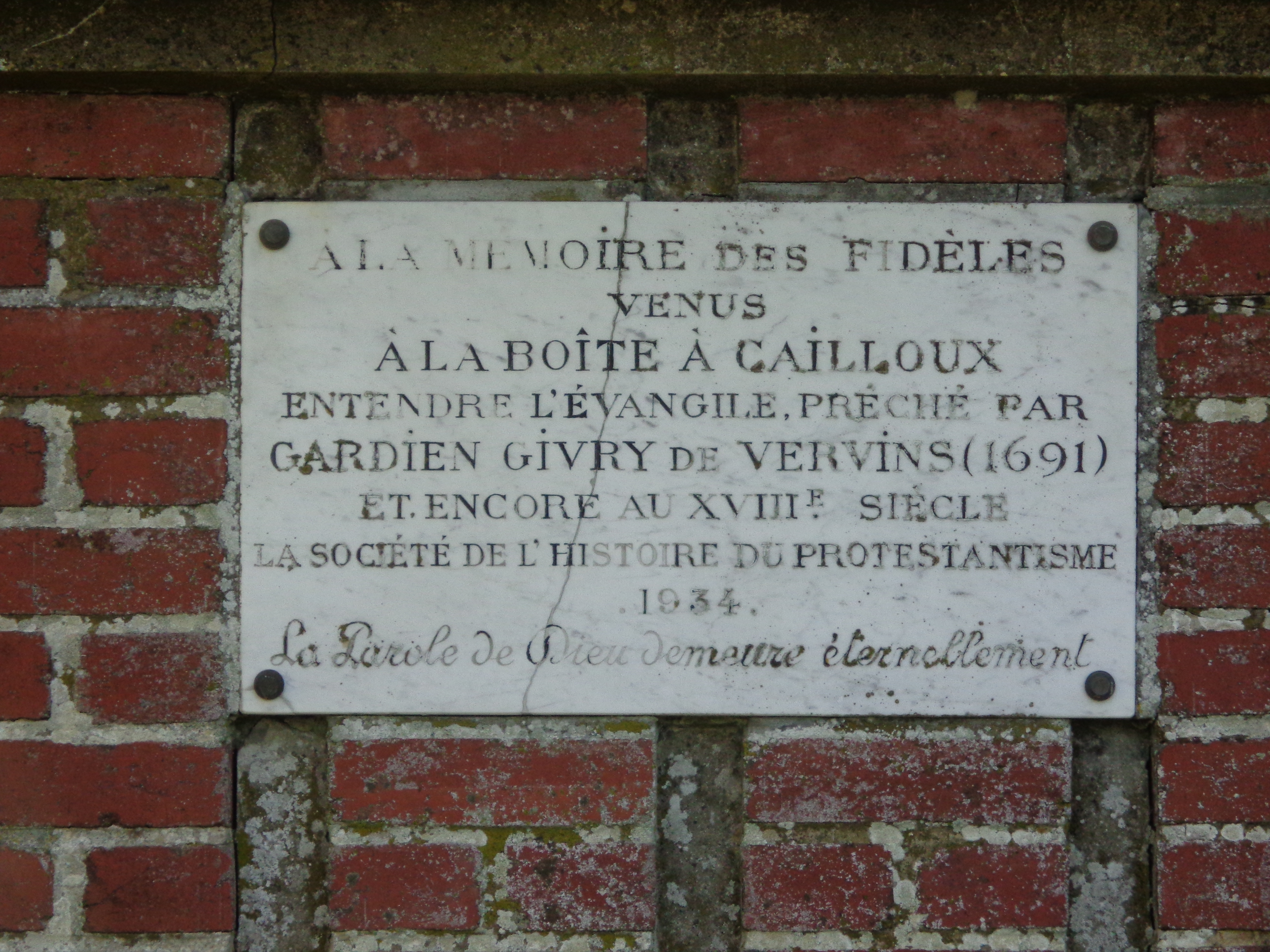
Plaque commémorative sur la stèle.
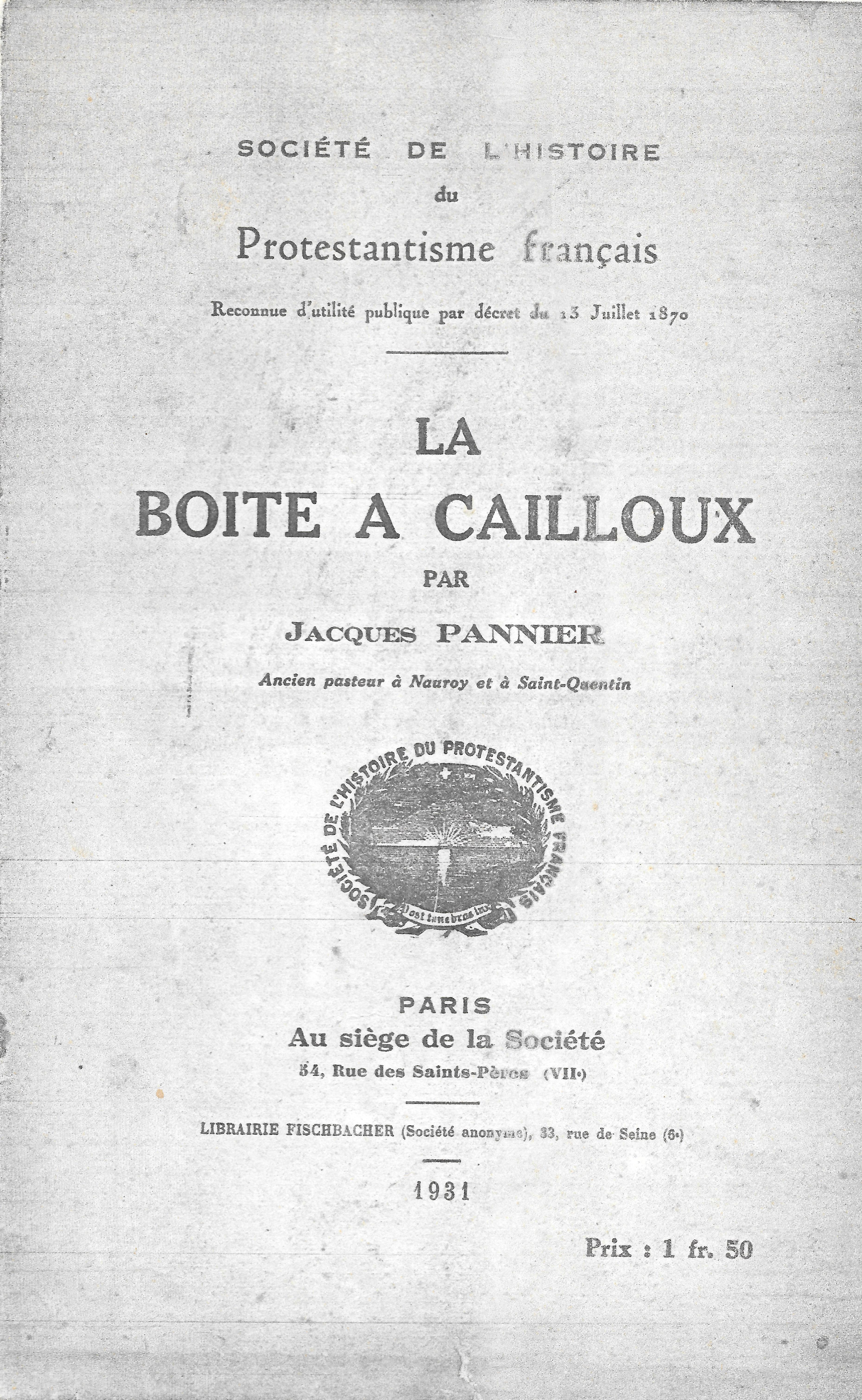
Plaquette éditée en 1931 lors de l'érection de la stèle.
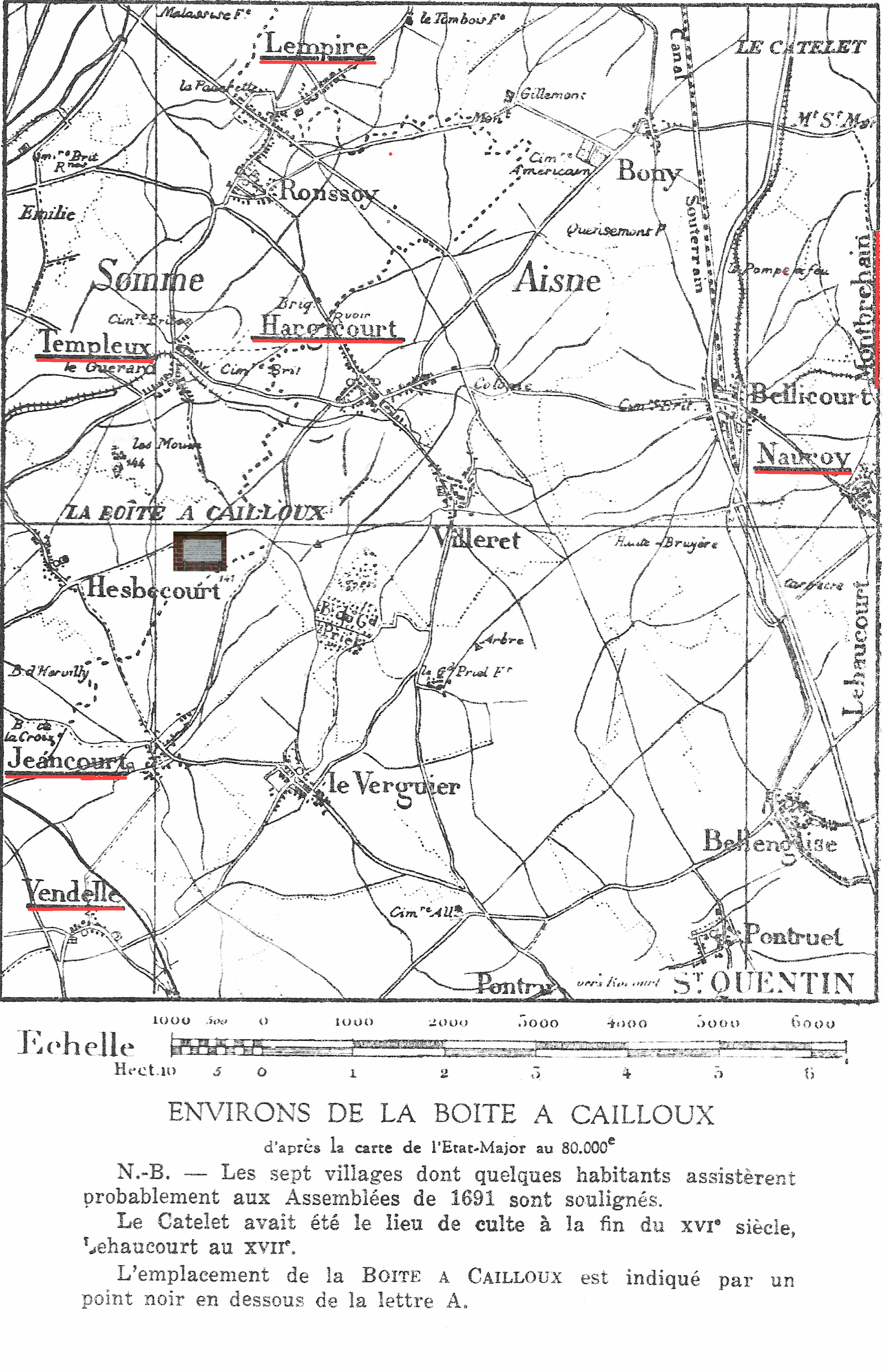
Plan des 7 villages.
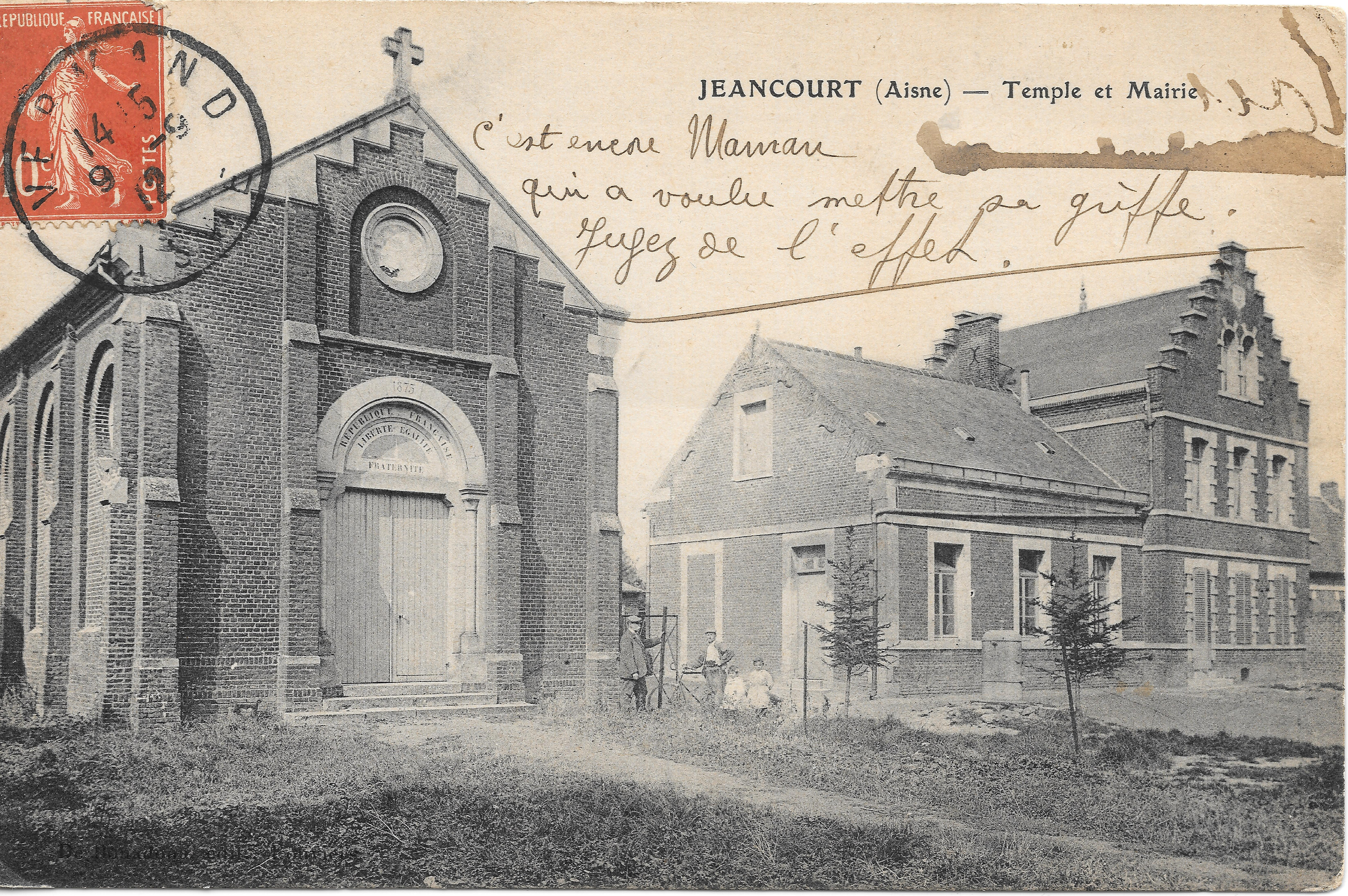
L'ancien temple détruit par les Allemands en 1917.
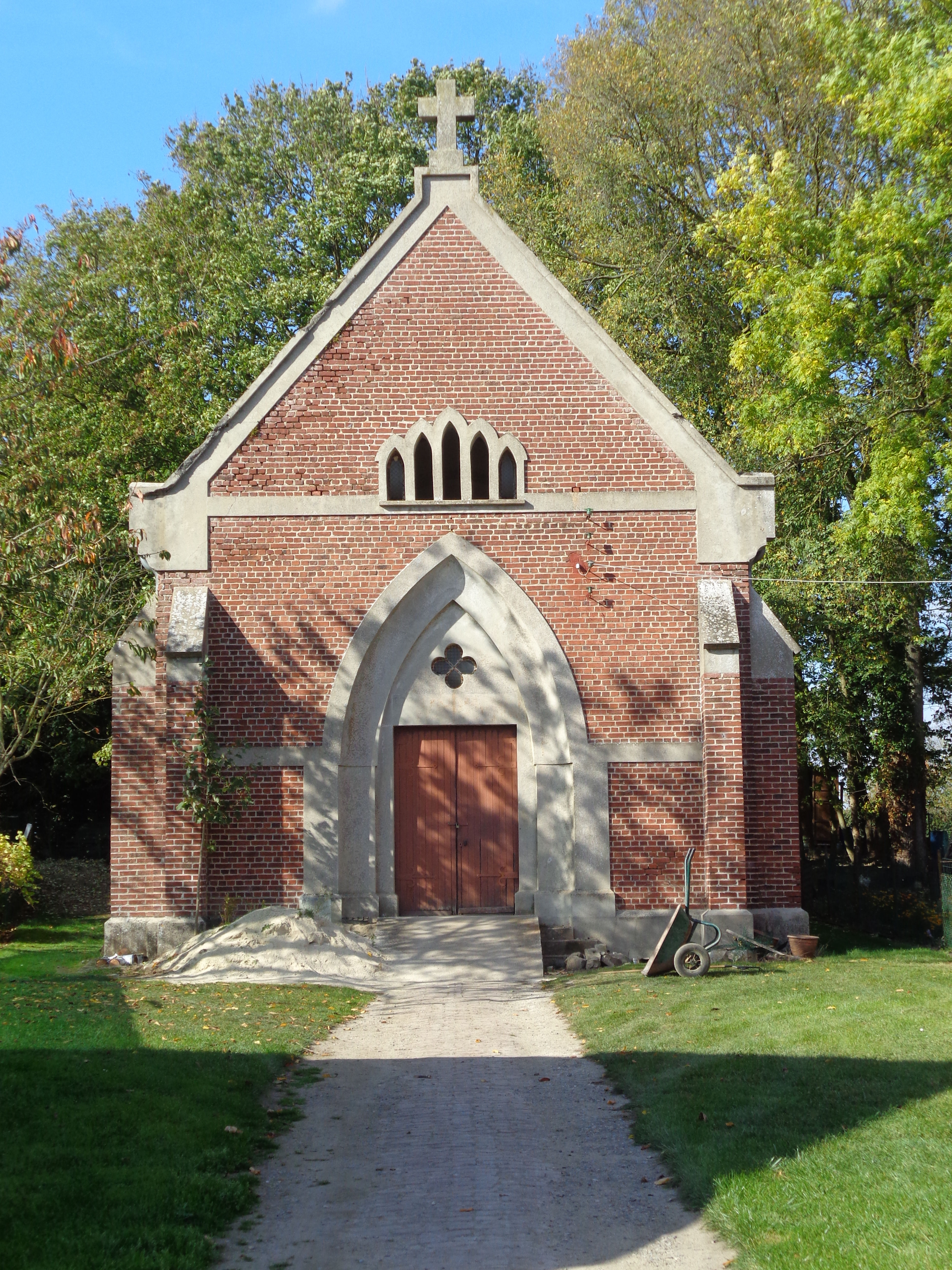
Le temple de nos jours.

#### L'épidémie de choléra de 1854
Épidémie de choléra de Montbrehain en 1854

### La guerre 1914-1918
Le 28 août 1914, soit moins d'un mois après la déclaration de guerre, eut lieu en haut de la rue du Verguier une escarmouche entre une patrouille de reconnaissance de dragons français et des avant-gardes allemandes. Le lieutenant de Martimpré et le brigadier Courthial de Lassuchette furent tués. L'école des filles fut incendiée. Dès lors commença l'occupation allemande qui dura jusqu'en mars 1917. Jeancourt était classée « zone des armées » ; une kommandantur fut installée à demeure dans le village. Le front se situant à une dizaine de kilomètres à l'ouest vers Péronne, son activité consistait principalement à assurer le logement des combattants (dans chaque maison, les habitants n'avaient droit qu'à une pièce pour vivre, le reste de la maison étant réservé aux troupes d'occupation et aux soldats en repos), le fonctionnement d'un lazaret (hôpital militaire) et l'approvisionnement en nourriture. Des arrêtés de la kommandantur obligeaient, à date fixe, sous la responsabilité  du maire et du conseil municipal, sous peine de sanctions, la population à fournir : blé, œufs, lait, viande, légumes, destinés à nourrir les soldats du front. Toutes les personnes valides devaient effectuer des travaux agricoles ou d'entretien. Voici des extraits d'un arrêté de la kommandantur d'Holnon valable pour 25 communes de la région : " Holnon le 22 juillet 1915. Tous les ouvriers et les femmes et les enfants de 15 ans sont obligés de faire travaux des champs tous les jours aussi dimanche de quatre heure du matin jusque huit heure du soir... Après la récolte les fainéants seront emprisonnés 6 mois... Les femmes fainéantes seront exilées à Holnon pour travailler. Après la récolte, les femmes seront emprisonnées 6 mois... Les enfants fainéants seront punis de coups de bâton. De plus le commandant réserve de punir les ouvriers fainéants de 20 coups de bâton tous les jours...Les ouvriers de la commune Vendelles sont punis sévèrement".(voir le document entier sur Gallica en cliquant sur le lien ci-après).
En février 1917, le général Hindenburg décida de la création d'une ligne défense à l'arrière du front ; lors du retrait des troupes allemandes, tous les villages seraient détruits pour ne pas servir d'abri aux troupes franco-anglaises. Dès le 15 février, les habitants de Jeancourt furent emmenés à la gare d'Hervilly-Montigny, installés dans des wagons à bestiaux, emmenés à Saint-Quentin et dispersés dans des lieux occupés, jusqu'en Belgique. En mars 1917, avant le retrait des troupes allemandes sur la ligne Hindenburg, le long du canal de Saint-Quentin, les maisons ont été pillées et incendiées, le village a été systématiquement détruit. L'église, le temple protestant, la mairie et toutes les maisons ont été dynamités et les arbres sciés à 1 m de hauteur ; seules deux chapelles du cimetière sont restées intactes.
Le village, vidé de ses habitants, est resté occupé par les Allemands et a été repris le 31 mars 1917 après de durs combats par les troupes britanniques; Jeancourt restera sur la ligne de combats jusqu'au 18 septembre 1918, début de la bataille de la ligne Hindenburg (voir la carte ci-dessous).
Après l'Armistice, de nombreux habitants ne revinrent pas s'installer à Jeancourt et, avec les dommages de guerre, commencèrent une nouvelle vie dans d'autres lieux. Pour ceux qui furent de retour commença une longue période de plus de dix ans de reconstruction des habitations (maisons provisoires), des fermes, des bâtiments publics, des routes. De 600 habitants avant la guerre, Jeancourt n'en comptait plus que 300 en 1921.
 Le monument aux morts fut inauguré en 1923 : il porte les noms des 16 soldats de la commune morts pour la France.
Dans le cimetière militaire situé rue des Tisserands, ont été inhumés en 1917 et 1918, 660 soldats parmi lesquels 168 allemands et 492 britanniques, australiens ou canadiens tués lors des batailles de Jeancourt ou décédés à l'hôpital militaire du village.
Vu les souffrances endurées par la population pendant les quatre années d'occupation et les dégâts aux constructions, la commune s'est vu décerner la croix de guerre 1914-1918 le 17 octobre 1920.

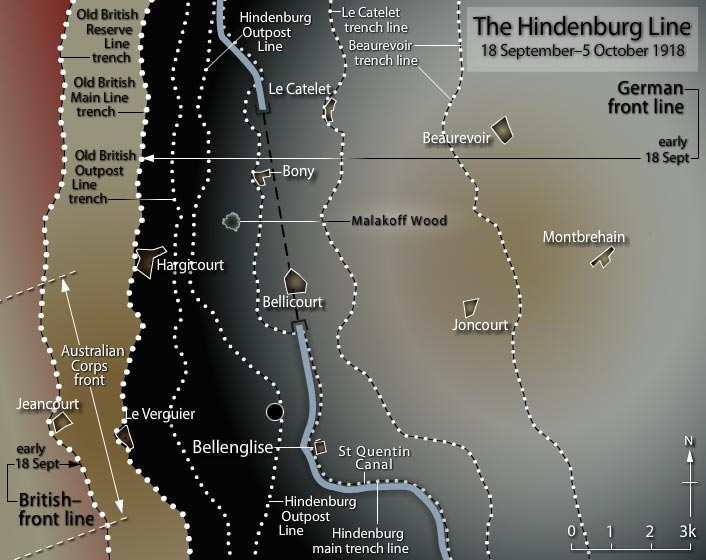
Carte de la bataille de la ligne Hindenburg en septembre-octobre 1918.
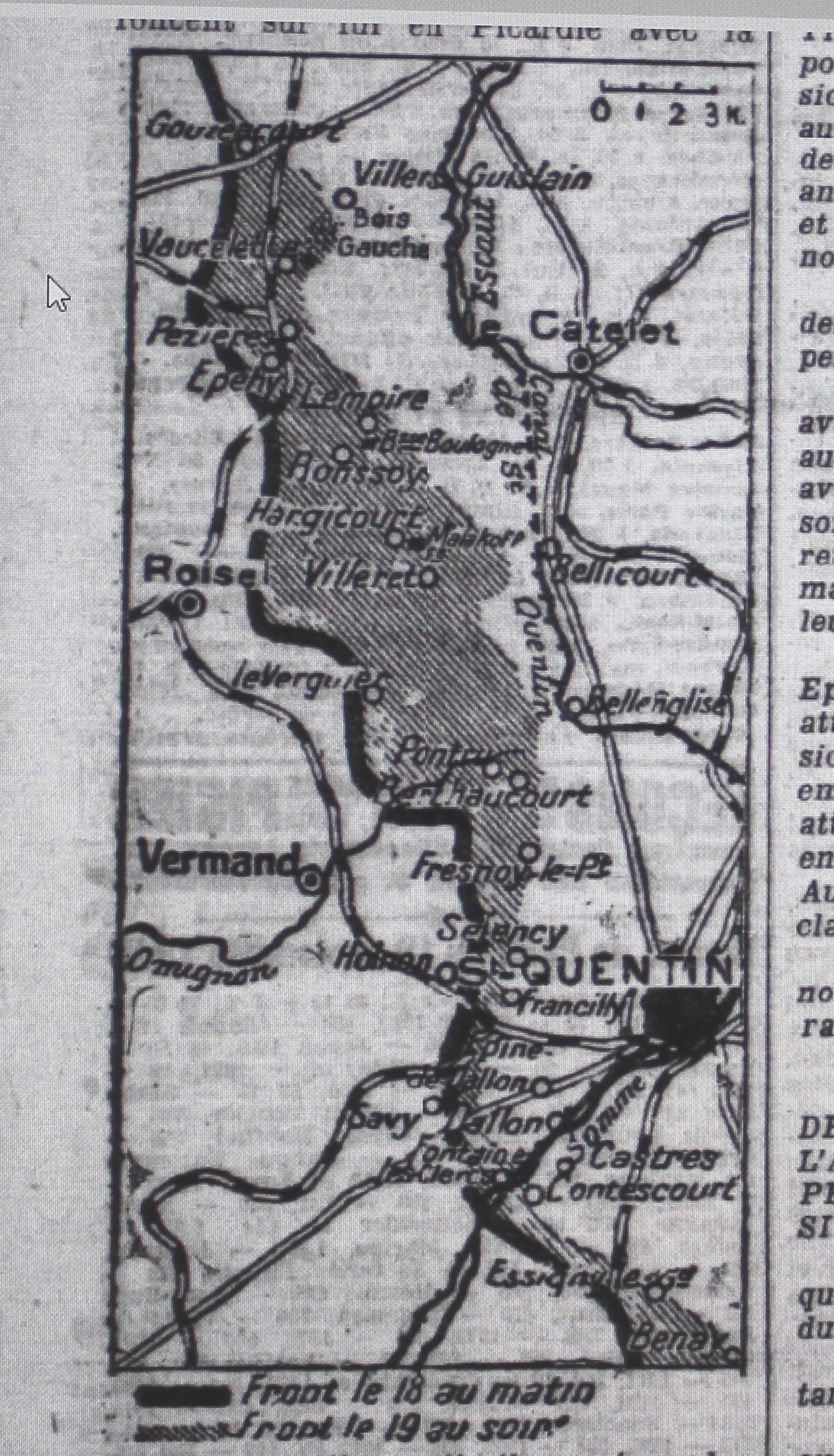
Carte montrant la prise de Jeancourt par l'armée anglaise .
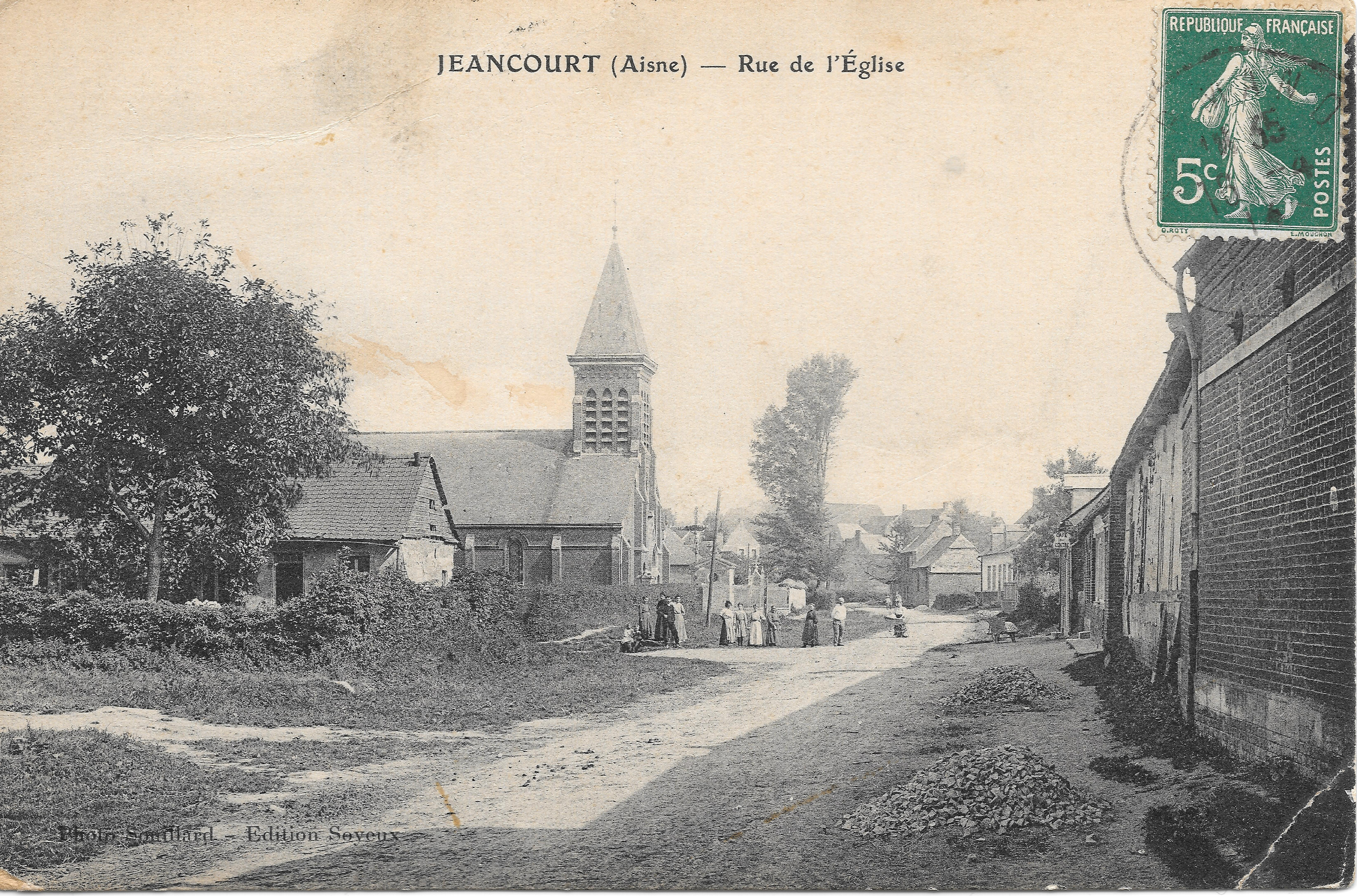
La rue de l'Église avant la guerre 1914-1918.
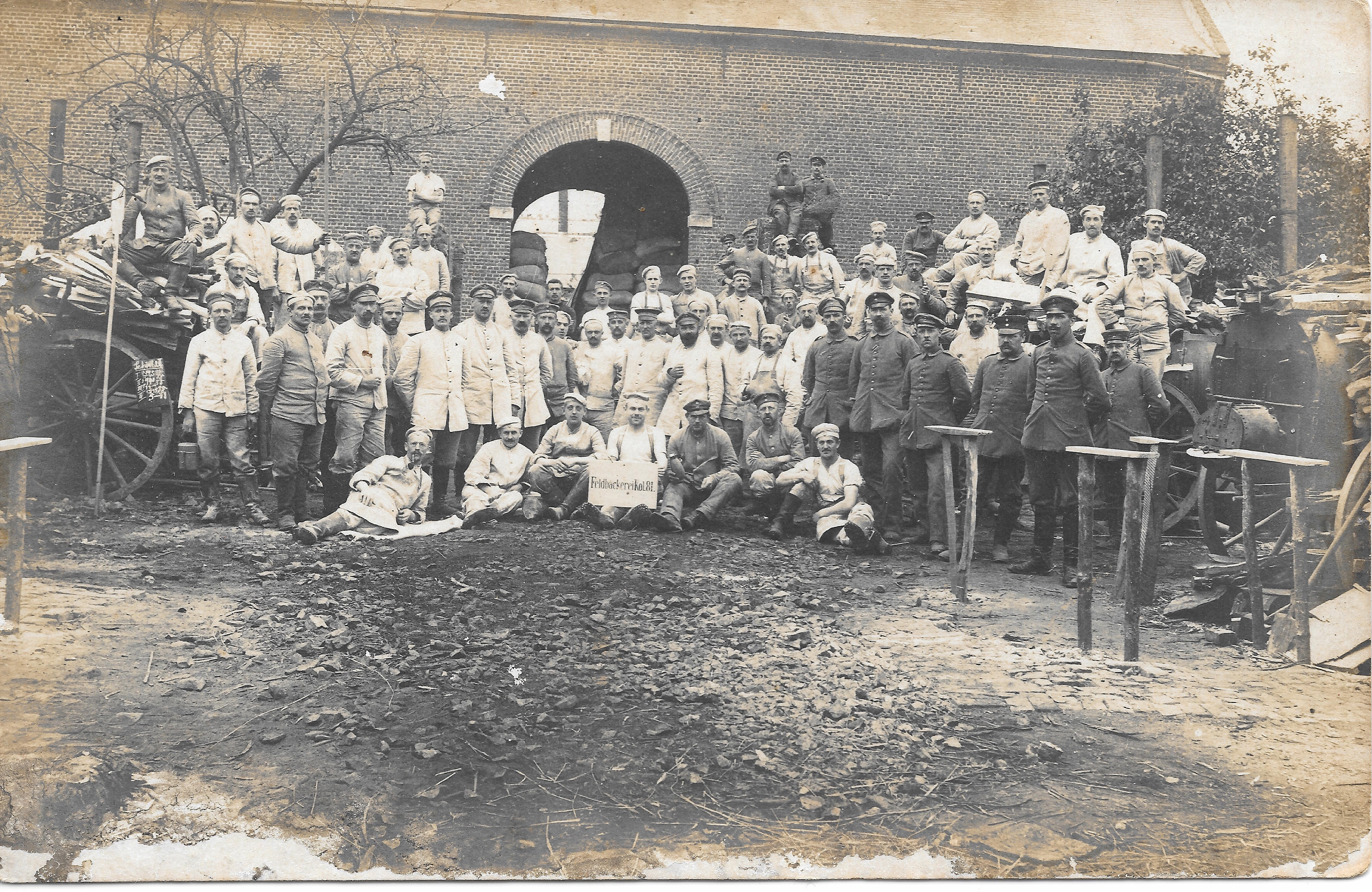
Boulangerie allemande destinée à ravitailler le front à Jeancourt en 1915 (ferme de M. Trocmé).
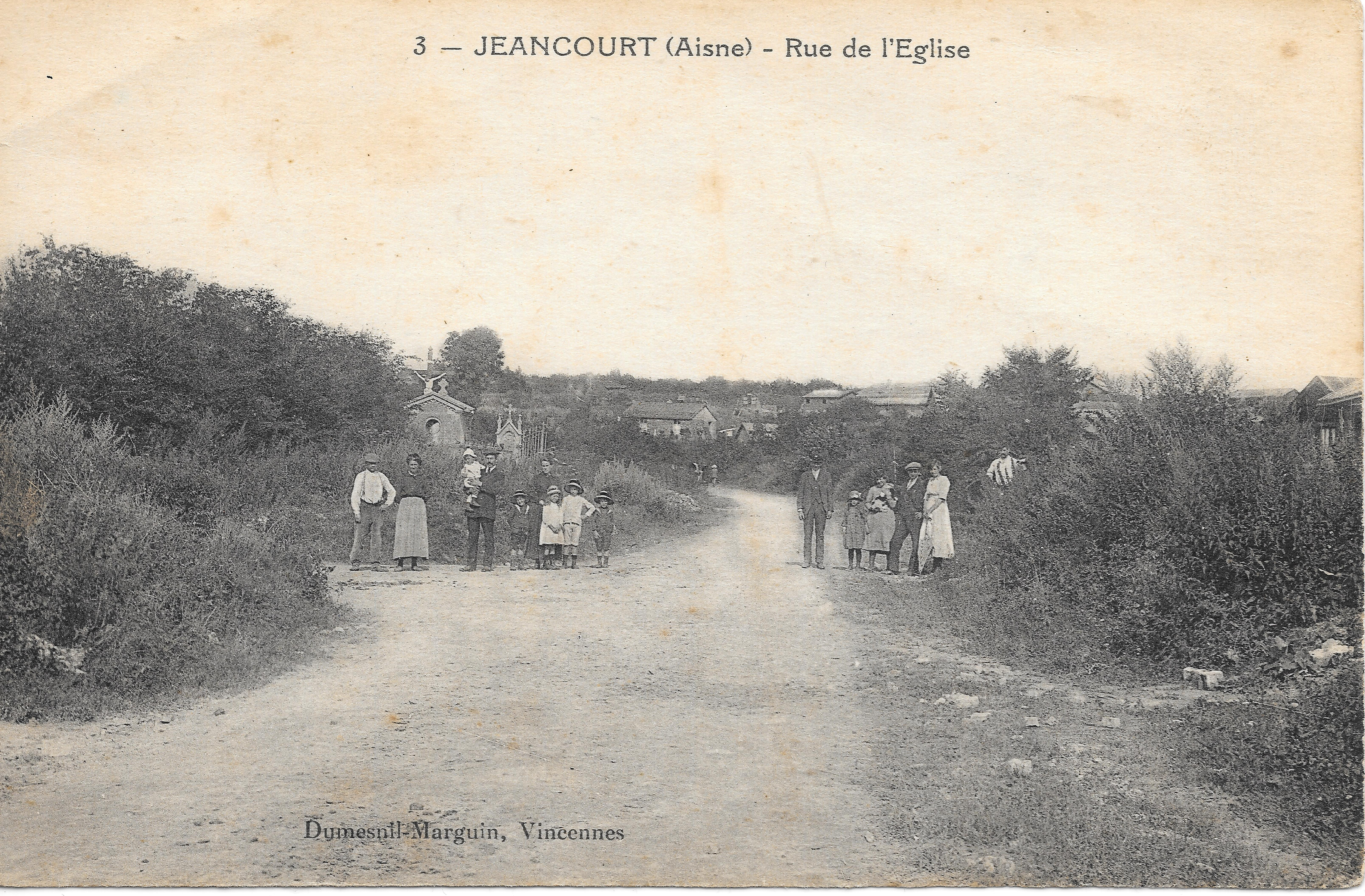
La rue de l'Église en 1919.
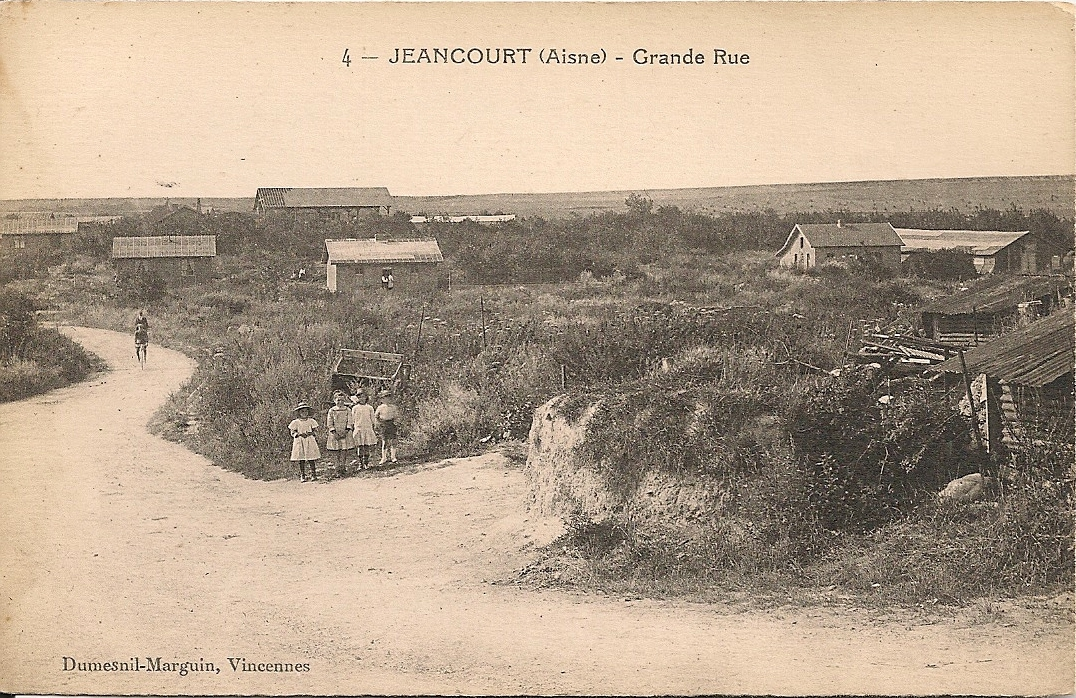
Les ruines du village en 1919.
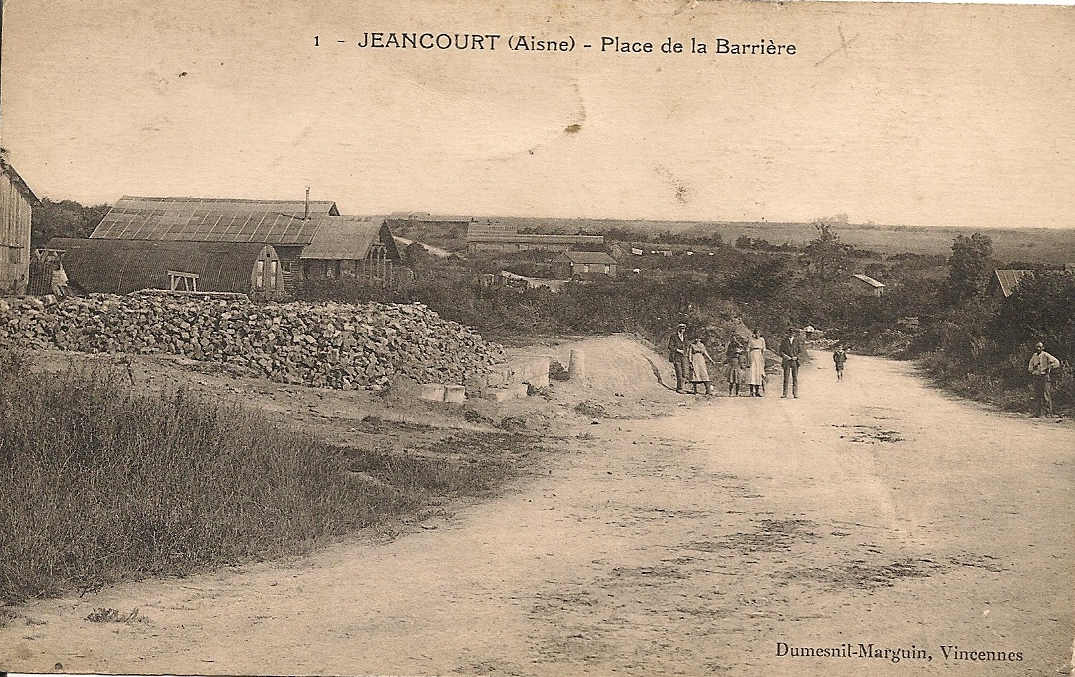
Vue de Jeancourt en 1919.
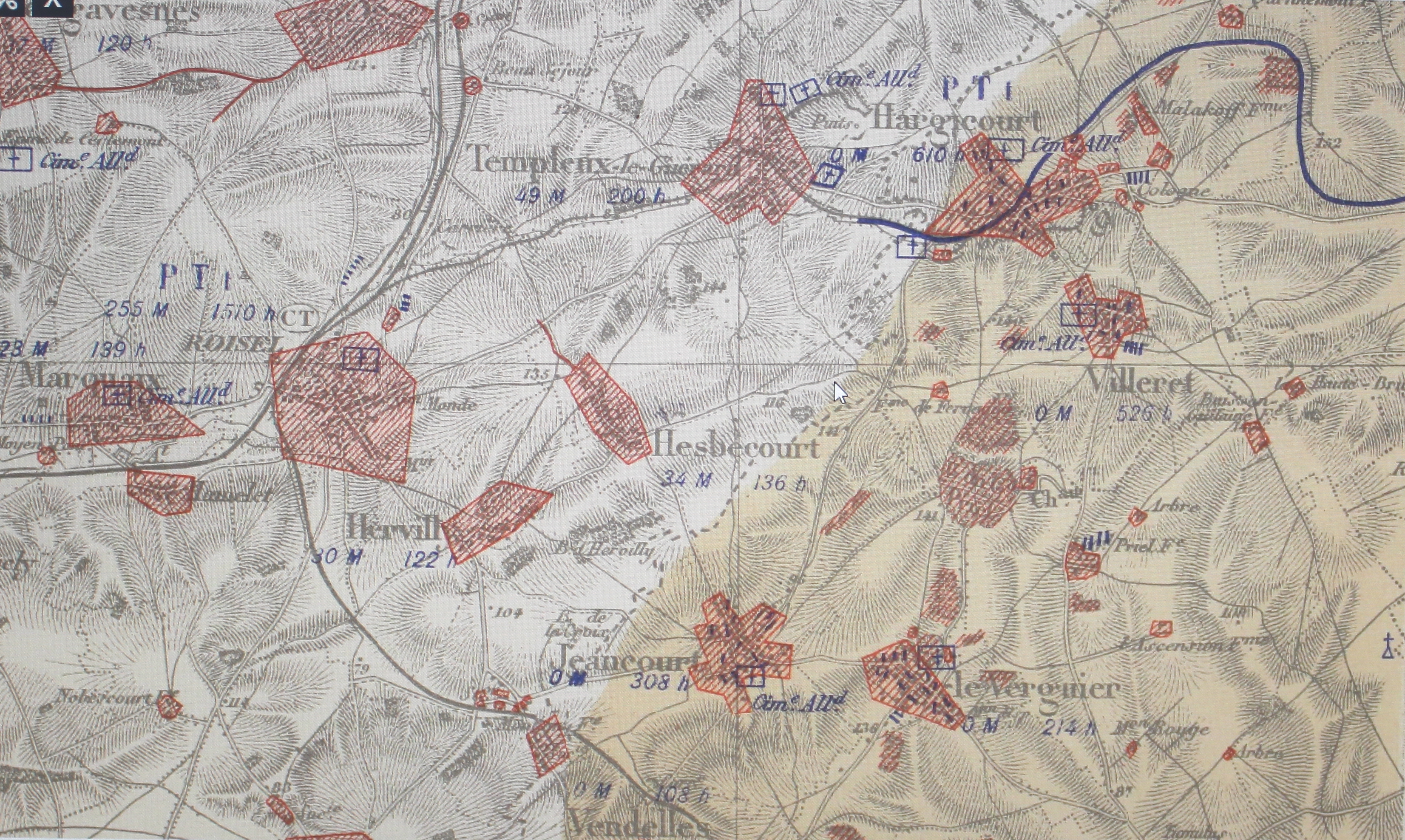
Carte des destructions.
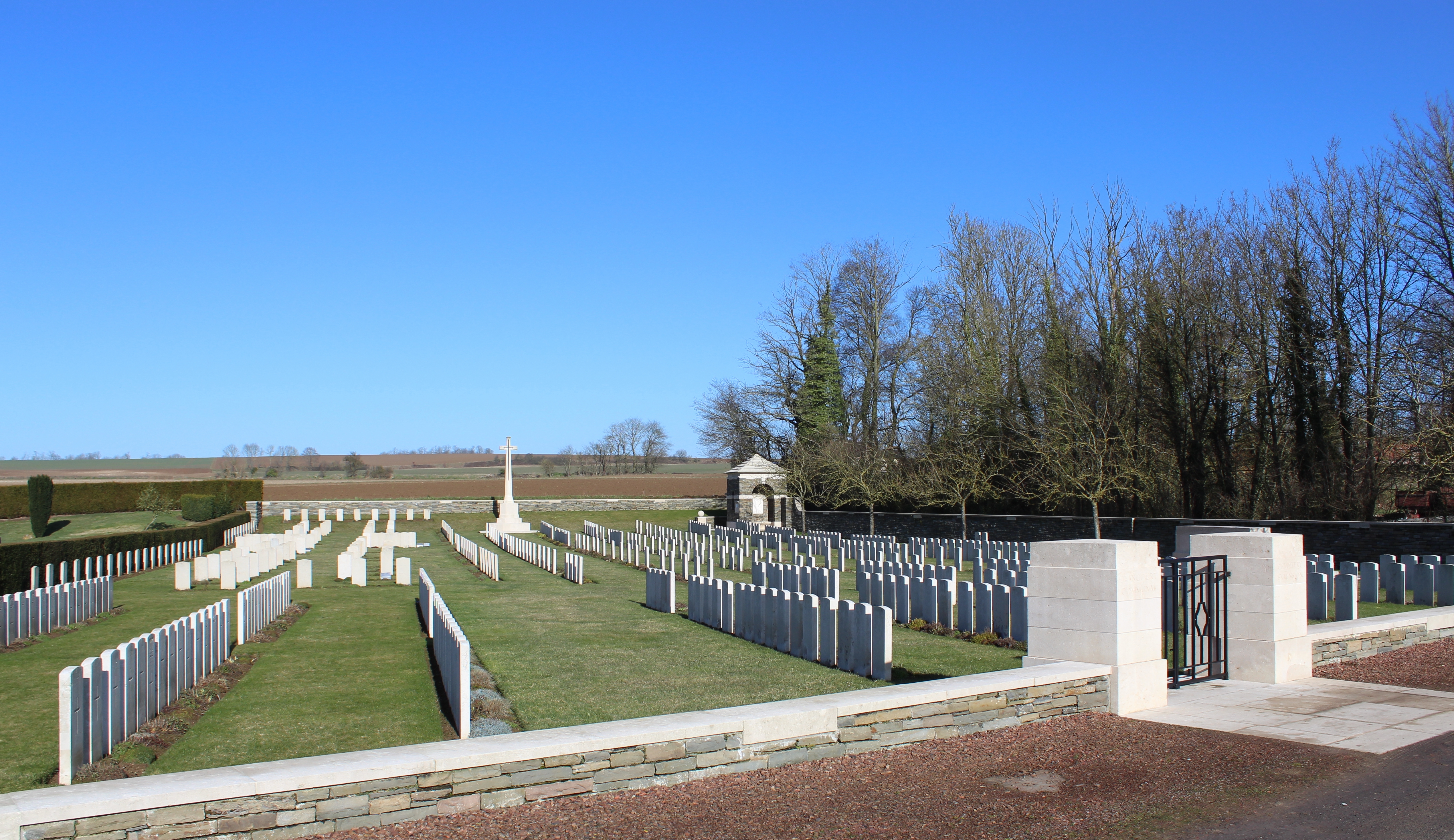
Le cimetière militaire.

Au début des années 1970, Jeancourt comptait encore quelques commerces qui ont tous disparu.

## Politique et administration

### Découpage territorial
La commune de Jeancourt est membre de la communauté de communes du Pays du Vermandois, un établissement public de coopération intercommunale (EPCI) à fiscalité propre créé le 31 décembre 1993 dont le siège est à Bellicourt. Ce dernier est par ailleurs membre d'autres groupements intercommunaux.
Sur le plan administratif, elle est rattachée à l'arrondissement de Saint-Quentin, au département de l'Aisne et à la région Hauts-de-France. Sur le plan électoral, elle dépend du  canton de Saint-Quentin-1 pour l'élection des conseillers départementaux, depuis le redécoupage cantonal de 2014 entré en vigueur en 2015, et de la deuxième circonscription de l'Aisne  pour les élections législatives, depuis le dernier découpage électoral de 2010.

## Démographie
L'évolution du nombre d'habitants est connue à travers les recensements de la population effectués dans la commune depuis 1793. Pour les communes de moins de 10 000 habitants, une enquête de recensement portant sur toute la population est réalisée tous les cinq ans, les populations de référence des années intermédiaires étant quant à elles estimées par interpolation ou extrapolation. Pour la commune, le premier recensement exhaustif entrant dans le cadre du nouveau dispositif a été réalisé en 2008.

En 2022, la commune comptait 253 habitants, en évolution de −7,33 % par rapport à 2016 (Aisne : −1,97 %, France hors Mayotte : +2,11 %).
| 1793 | 1800 | 1806 | 1821 | 1831 | 1836 | 1841 | 1846 | 1851 |
| ---- | ---- | ---- | ---- | ---- | ---- | ---- | ---- | ---- |
| 616  | 603  | 572  | 622  | 708  | 673  | 665  | 715  | 693  |

| 1856 | 1861 | 1866 | 1872 | 1876 | 1881 | 1886 | 1891 | 1896 |
| ---- | ---- | ---- | ---- | ---- | ---- | ---- | ---- | ---- |
| 692  | 739  | 757  | 757  | 750  | 666  | 631  | 600  | 583  |

| 1901 | 1906 | 1911 | 1921 | 1926 | 1931 | 1936 | 1946 | 1954 |
| ---- | ---- | ---- | ---- | ---- | ---- | ---- | ---- | ---- |
| 576  | 561  | 563  | 300  | 332  | 294  | 257  | 258  | 248  |

| 1962 | 1968 | 1975 | 1982 | 1990 | 1999 | 2006 | 2008 | 2013 |
| ---- | ---- | ---- | ---- | ---- | ---- | ---- | ---- | ---- |
| 263  | 230  | 232  | 201  | 253  | 263  | 240  | 233  | 275  |

| 2018 | 2022 | - | - | - | - | - | - | - |
| ---- | ---- | - | - | - | - | - | - | - |
| 269  | 253  | - | - | - | - | - | - | - |

## Lieux et monuments
- Église Saint-Martin, avec un frontispice Art Déco représentant saint Martin, et la mention « Liberté, Égalité, Fraternité ».
- Monument aux morts.
- Dans le cimetière militaire de Jeancourt, situé près du cimetière communal, sont inhumés 659 soldats tombés lors des combats de la Première Guerre mondiale dans le secteur. (article détaillé).
- Mémorial protestant de la Boîte à Cailloux, en plein champ, vers Hargicourt.
- Temple protestant, construit en 1929.

## Galerie

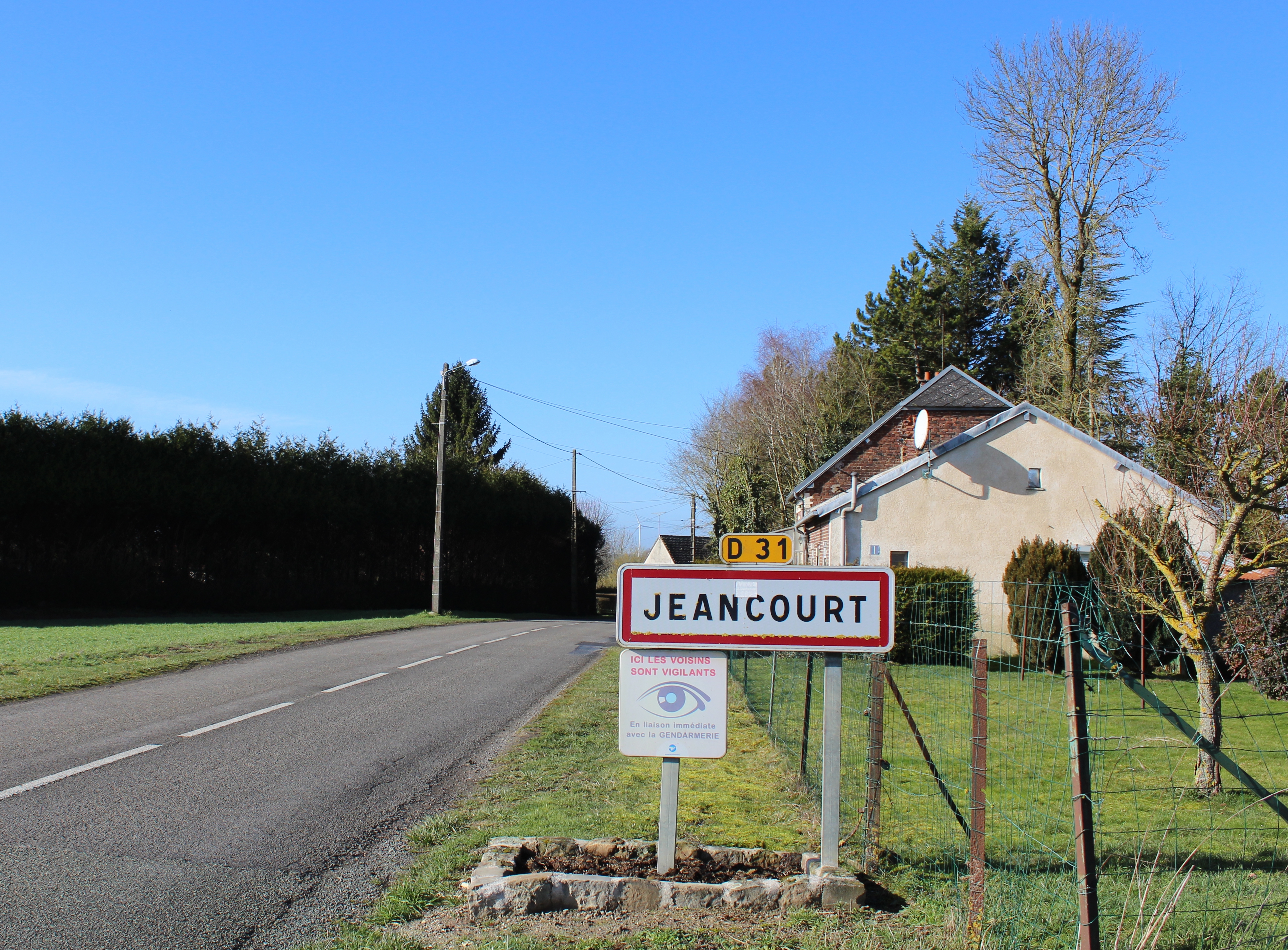
Entrée du village.
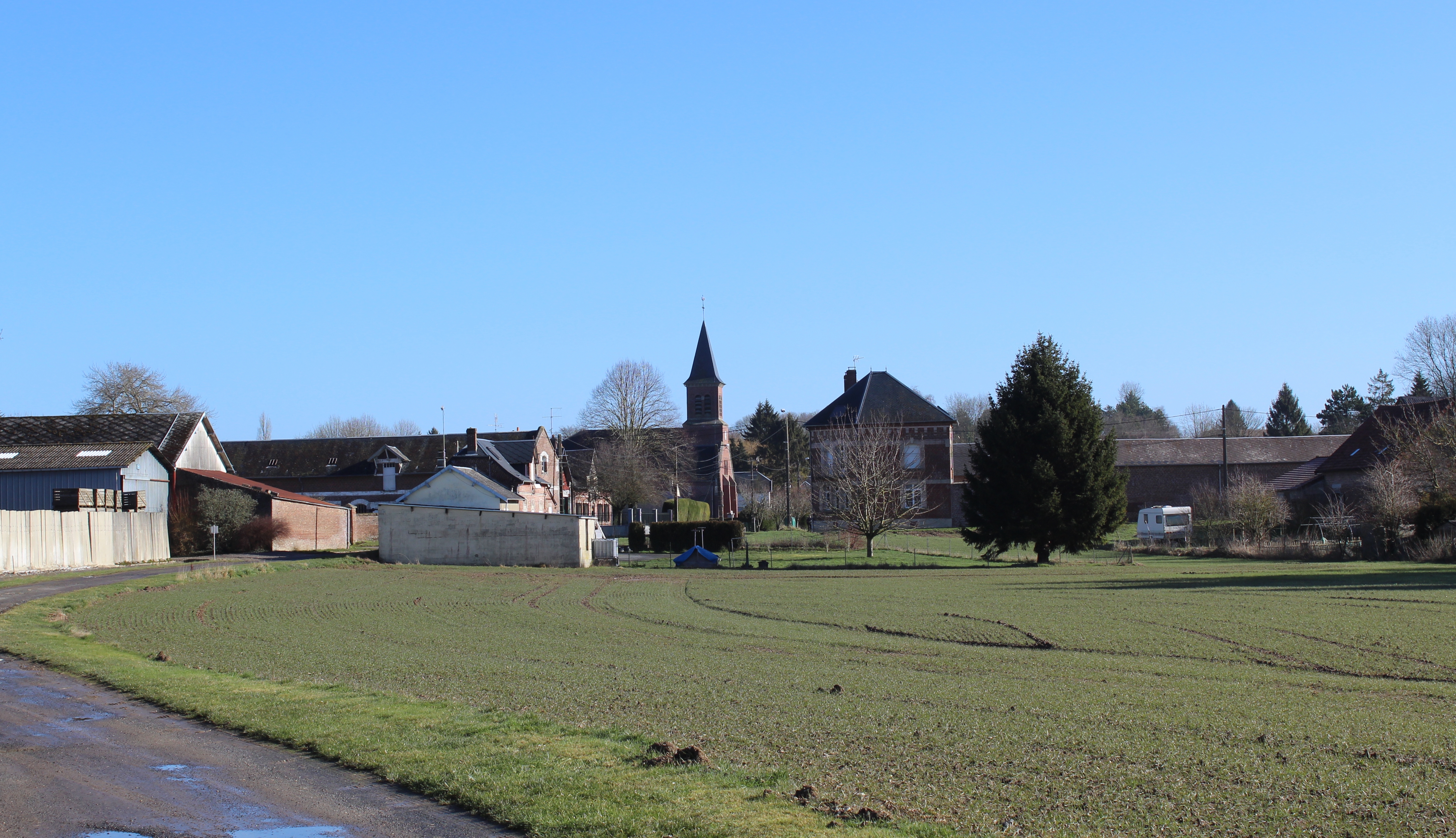
Vue du village depuis le cimetière.
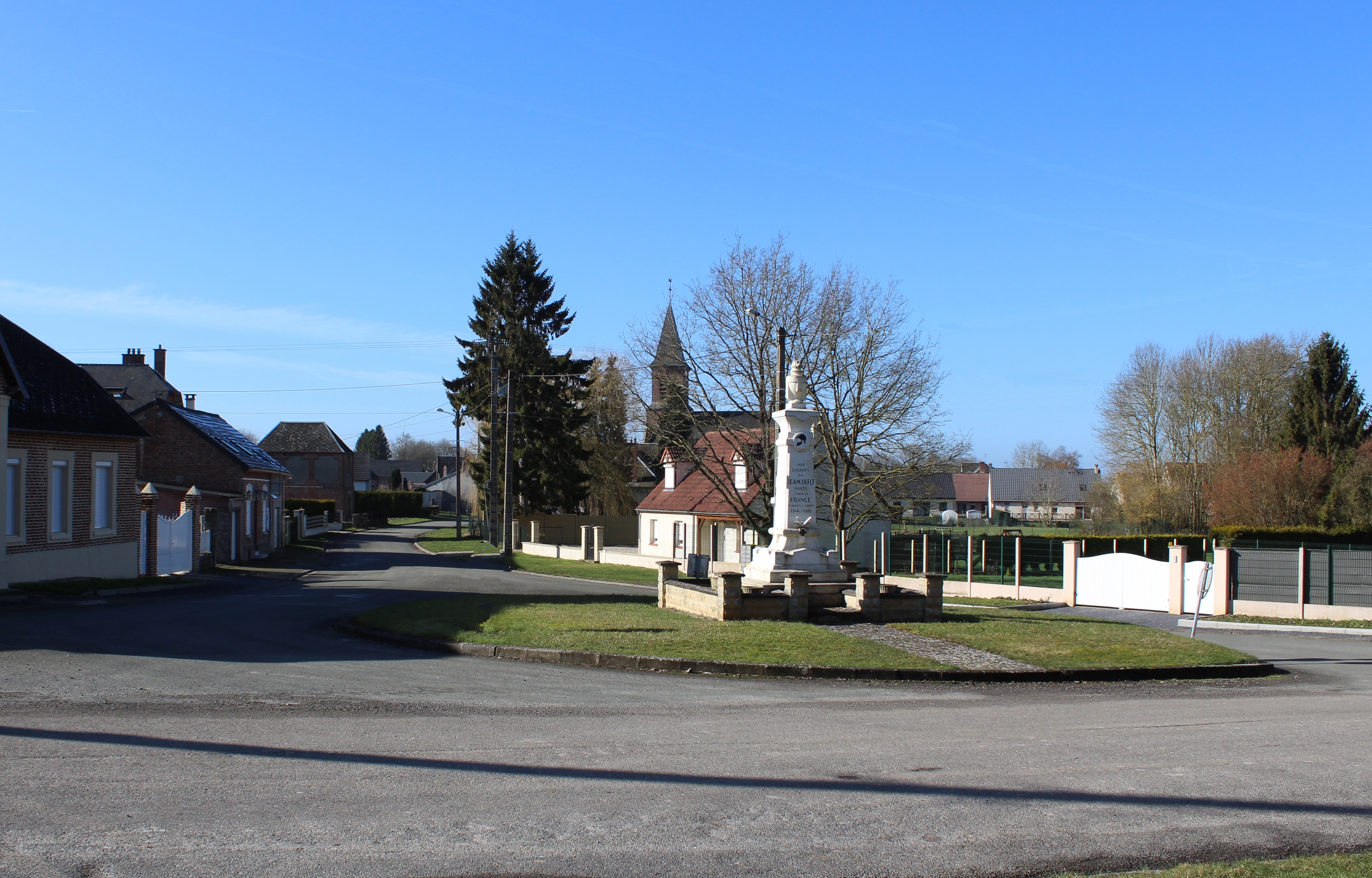
La place du monument aux morts.
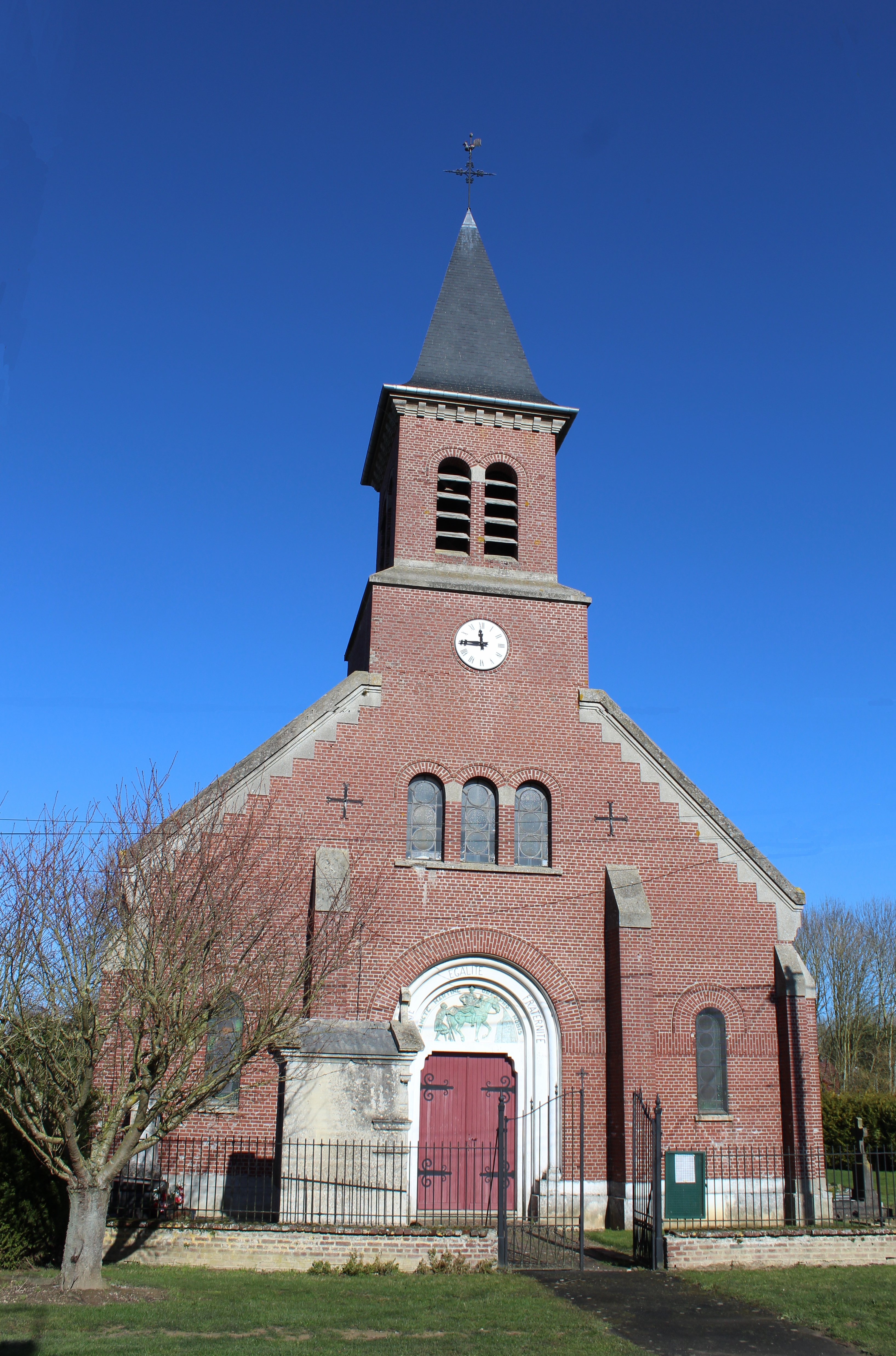
L'église reconstruite en 1920.
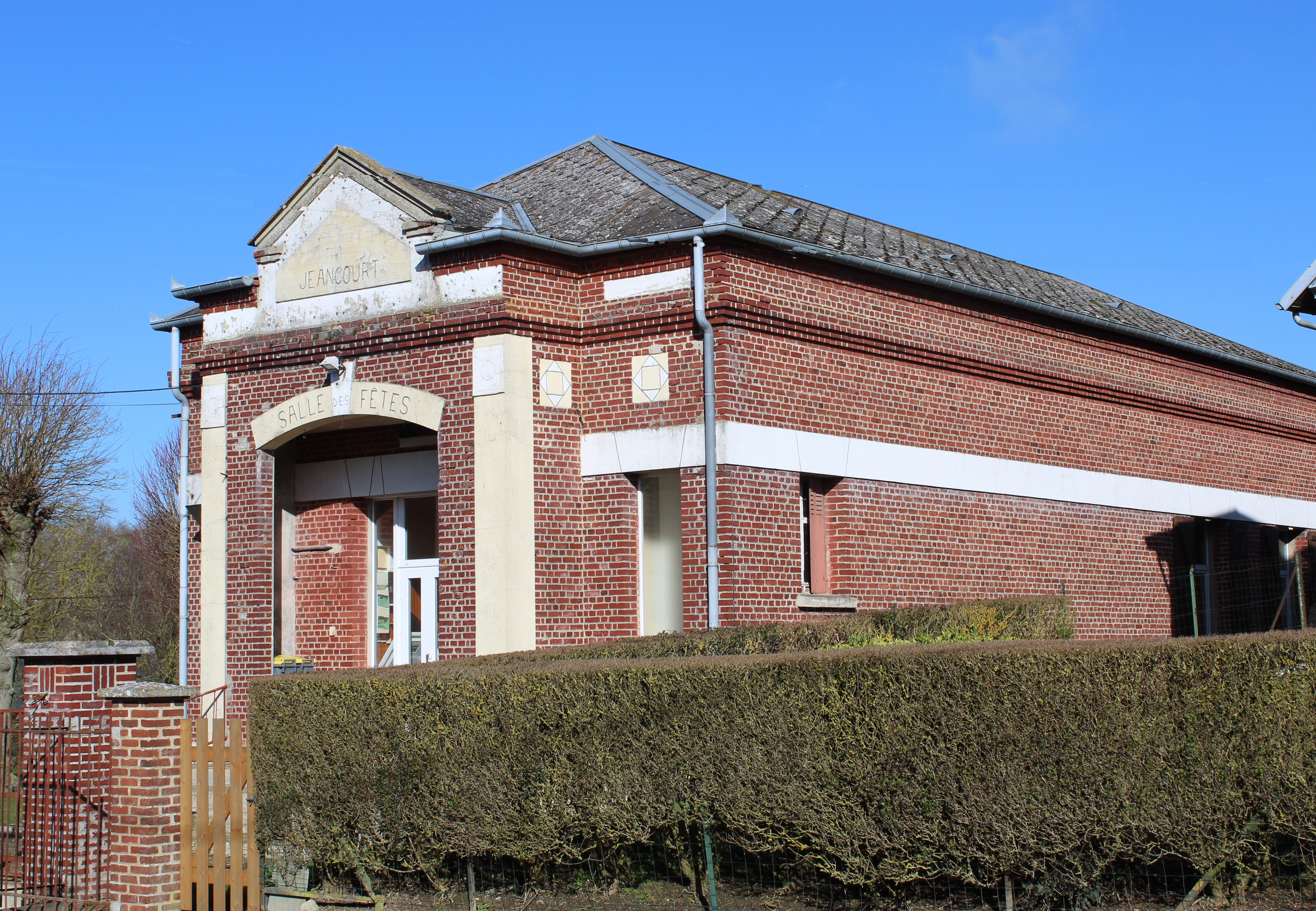
La salle des fêtes.
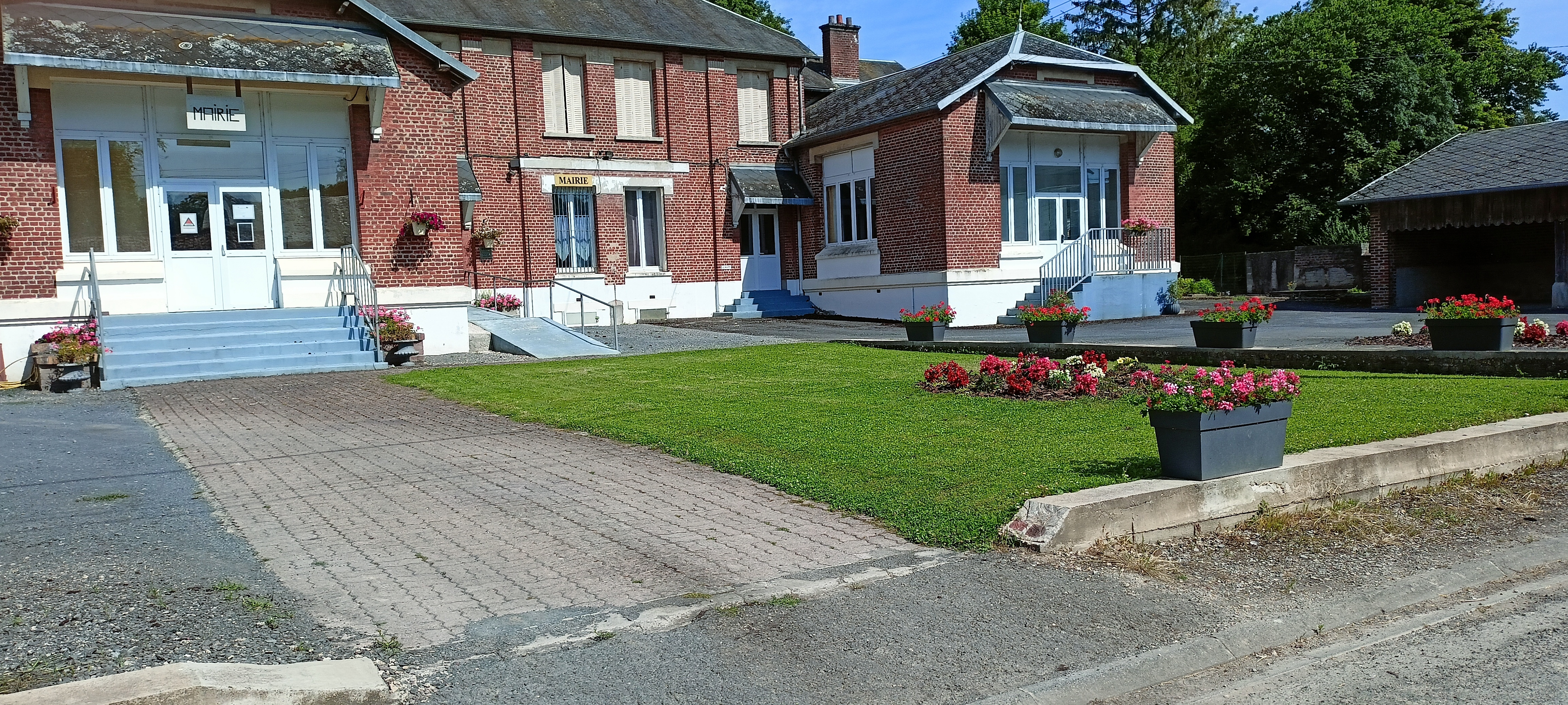
La mairie et l'ancienne école en juillet 2024.

## Personnalités liées à la commune
- Hugues Le Bars (1950-2014), compositeur et chanteur, a habité Jeancourt de nombreuses années ; il y possédait un petit studio d'enregistrement.